# 新保 (新潟市秋葉区)
新保（しんぼ）は、新潟県新潟市秋葉区の町字。郵便番号は956-0112。

## 概要
1889年（明治22年）から現在の大字。信濃川右岸に位置する。
もとは江戸時代から1889年（明治22年）まであった新保村の区域の一部。

### 隣接する町字
北から東回り順に、以下の町字と隣接する。
- 竜玄
- 矢代田
- 横川浜
- 小須戸

## 歴史
開発は1313年（正和2年）とされるが、詳細は不明。
1883年（明治16年）に菓子や飴類の小売り。大正期には渋柿の早生寺社柿の生産が盛んに行われ、主に北海道に送られた。

### 年表
- 1889年（明治22年）4月1日 : 合併により新保村の大字となり、村役場所在地となる。
- 1901年（明治34年）11月1日 : 合併により小須戸町の大字となる。
- 1922年（大正11年） : 新保小作組合（大正農全）が成立。
- 1929年（昭和4年） : 新保柿組合加工所が新築落成。

- 1932年（昭和7年） : 新保小作争議が起こる。（-1935年（昭和10年））
- 2005年（平成17年）3月21日 : 合併により新潟市の大字となる。
- 2007年（平成19年）4月1日 : 新潟市の政令指定都市移行により、秋葉区の大字となる。

## 世帯数と人口
2018年（平成30年）1月31日現在の世帯数と人口は以下の通りである。
| 大字 | 世帯数  | 人口    |
| ---- | ------- | ------- |
| 新保 | 418世帯 | 1,223人 |

## 小・中学校の学区
市立小・中学校に通う場合、学区は以下の通りとなる。
| 番地 | 小学校               | 中学校               |
| ---- | -------------------- | -------------------- |
| 全域 | 新潟市立小須戸小学校 | 新潟市立小須戸中学校 |

## 主な企業・施設
- 秋葉警察署 小須戸交番

## 交通
- 新潟県道41号白根安田線